# Ada Margarita Álvarez Socarrás
Ada Margarita Álvarez Socarrás (Cuba, siglo XX) es una matemática cubana radicada en México. Esta especializada en la investigación de operaciones.

## Biografía
Álvarez obtuvo una licenciatura en matemáticas de la Universidad de La Habana en 1982 y completó un doctorado en la Universidad Central de Las Villas en Cuba, en 1993. Impartió clases desde 1982 a 1993 en la Universidad de Camagüey.
Sus intereses de investigación incluyen las metaheurísticas para la programación y la planificación del transporte.
Se desempeña como profesora e investigadora en la Facultad de Ingeniería Mecánica y Eléctrica de la Universidad Autónoma de Nuevo León desde 1995.

## Reconocimiento
Álvarez es miembro de la Academia Mexicana de Ciencias.